# Léon Flameng
Marie Léon Flameng (París, 30 de abril de 1877-Ève, 2 de enero de 1917) fue un deportista francés que compitió en ciclismo en la modalidad de pista.
Participó en los Juegos Olímpicos de Atenas 1896, obteniendo tres medallas: oro en 100 km, plata en 10 km y bronce en velocidad individual.

## Medallero internacional
| Juegos Olímpicos | Juegos Olímpicos | Juegos Olímpicos  | Juegos Olímpicos     |
| Año              | Lugar            | Medalla           | Competición          |
| ---------------- | ---------------- | ----------------- | -------------------- |
| 1896             | Atenas (Grecia)  | Medalla de oro    | 100 km               |
| 1896             | Atenas (Grecia)  | Medalla de plata  | 10 km                |
| 1896             | Atenas (Grecia)  | Medalla de bronce | Velocidad individual |